# Ditaxis adenophora
Ditaxis adenophora là một loài thực vật có hoa trong họ Đại kích. Loài này được (A.Gray) Pax & K.Hoffm. mô tả khoa học đầu tiên năm 1912.